# Съюз на българските художници
Съюзът на българските художници (СБХ) е професионално обединение на художници, творящи в България. Създадено още в края на 19 век, то неколкократно се преименува до 1953 г., когато приема сегашното си име.

## История
Първото сдружение на българските художници с име „Дружество за поддържане на изкуството в България“ е създадено от Борис Михайлов, Иван Мърквичка, Иван Шишманов, арх. Йордан Миланов, Георги Канела. Основано е на 24 юни 1893 г. в гр. София с председател Иван Шишманов и подпредседатели Иван Мърквичка и Антон Митов. През 1902 г. се преименува на Дружество на художниците в България. Сред основателите на Съюза на дружествата на художниците в България са следните дружества:
- Дружество на художниците в България
- Дружество „Съвременно изкуство“
- Дружество на Южно-българските художници
- Дружество „Родно изкуство“
- Дружество на независимите художници
- Дружество на новите художници

До 1944 г. се нарича Съюз на дружествата на художниците в България, а от 1944 до 1953 г. – Съюз на художниците в България. През 1953 г. приема сегашното си име. Съюзът на българските художници е част от системата на тоталитарния комунистически режим в страната и членуването в него е задължително за упражняване на професията.

### Председатели и главни секретари
СДХБ
- 1932 – 1935: Александър Жендов
- 1935 – 1936: Дечко Узунов
- 1936 – 1937: Райко Алексиев
- 1937 – 1938: Александър Андреев
- 1938 – 1939: Александър Миленков
- 1939 – 1940: Дечко Узунов
- 1940 – 1941: Александър Миленков
- 1942 – 1944: Райко Алексиев

СХБ
- 1944 – 1944: Николай Райнов
- 1944 – 1945: Александър Жендов
- 1945 – 1947: Иван Пенков
- 1948 – 1950: Стоян Сотиров

СБХ
- 1951 – 1953: Илия Петров
- 1953 – 1955: Никола Мирчев
- 1956 – 1957: Иван Фунев
- 1958 – 1959: Илия Петров
- 1959 – 1963: Стоян Сотиров
- 1963 – 1965: Никола Мирчев
- 1965 – 1970: Дечко Узунов
- 1970 – 1973: Никола Мирчев
- 1973 – 1985: Светлин Русев
- 1985 – 1989: Христо Нейков
- 1989 – 1992: Иван Гонгалов
- 1992 – 1996: Борислав Стоев
- 1996 – 1999: Любен Зидаров
- 1999 – 2004: Христо Харалампиев
- 2004 – 2011: Ивайло Мирчев
- От 15 април 2011 – : Любен Генов[4]

## Членство и структура
Висш ръководен орган е Общото събрание, което се свиква веднъж на три години от Управителния съвет. В съюза членуват около 3000 художници и критици от всички творчески генерации. Членството е индивидуално и е структурирано в 17 секции: живопис, графика и илюстрация, скулптура, критика, карикатура, рекламен дизайн, сценография, реставрация, монументални изкуства, дизайн, керамика, графичен дизайн, секция „13“ – неконвенционални форми, дърворезба, бижута, текстил, комикс. Всеки художник, член на Съюза, може да се ползва от социалните програми и възможностите за защита на професионалните интереси и авторски права, да участва в различни конкурси, симпозиуми, пленери.

## Функции
СБХ подпомага реализацията на творческите проекти на своите членове, осигурява информация за значими събития от национален и международен характер и съдейства за осъществяване на творчески контакти.
СБХ притежава изложбен комплекс за съвременно и класическо българско изкуство – залите на ул. „Шипка“ 6 и салона на галерия „Райко Алексиев“ на ул. „Г. С. Раковски“ 125. Изложбената политика е отворена за идеи и проекти от различен характер. В салоните на СБХ се провеждат различни изложби – самостоятелни, колективни, юбилейни, ретроспективни, гостуващи, а също и авторитетни международни прояви и авангардни форми.
СБХ членува и в международни организации – IAA/AIAP, ICOMOS, Ico-D, International Association of Art Critics (AICA) Архив на оригинала от 2017-09-22 в Wayback Machine..